# Lobopedosis maritima
Lobopedosis maritima är en tvåvingeart som beskrevs av Fedotova och Vasily S. Sidorenko 2005. Lobopedosis maritima ingår i släktet Lobopedosis och familjen gallmyggor. Inga underarter finns listade i Catalogue of Life.